# Stronzio ranelato
Il ranelato di stronzio è un sale dello stronzio, utilizzato come farmaco nel trattamento dell'osteoporosi.

## Indicazioni
Il ranelato di stronzio è indicato nella riduzione delle fratture vertebrali, non vertebrali e dell'anca in donne con osteoporosi post-menopausale. Fino al 2014 era utilizzato nella prevenzione primaria e secondaria delle fratture in tutte le forme di osteoporosi.
Il ranelato di stronzio è stato studiato nell'osteoporosi maschile ed è stato autorizzato per l'utilizzo negli uomini, in Italia non è attualmente rimborsabile dal Servizio Sanitario Nazionale per l'indicazione prevenzione delle fratture in uomini con osteoporosi ad aumentato rischio di frattura o con fratture cliniche osteoporotiche.
Il PRAC ha raccomandato di non impiegare più lo Stronzio ranelato, Protelos e Osseor, nel trattamento della osteoporosi a causa di gravi rischi cardiovascolari

## Controindicazioni
Il ranelato di stronzio è associato ad un aumento del rischio di malattie cardiovascolari, incluso l'infarto del miocardio. Altre controindicazioni sono rash cutanei, grave insufficienza renale, trombosi venosa profonda in atto o pregressa.

## Dosaggio
Osteoporosi post-menopausale, senile e secondaria ad altre cause: 2 grammi al giorno per via orale, a stomaco vuoto e preferibilmente prima di coricarsi (almeno due ore dopo il pasto serale) per aumentare la quantità assorbita che si riduce drasticamente con il cibo,il latte e altri farmaci.

## Farmacodinamica
I farmaci appartenenti alla classe DABA, (acronimo inglese per Dual Action Bone Agents), sono un innovativo trattamento per l'osteoporosi in quanto agiscono sia diminuendo il riassorbimento sia aumentando la produzione di nuovo tessuto osseo. Aumentano la produzione ossea di osteoprotegerina OPG, una proteina che blocca la differenziazione e il reclutamento degli osteoclasti e quindi essa inibisce la distruzione e l'erosione dell'osso, e contemporaneamente a questo, stimolano anche la produzione e la differenziazione degli osteoblasti e quindi favoriscono la produzione di nuovo tessuto osseo. Il ranelato di stronzio 2 g al giorno, dopo tre anni di terapia riduce le fratture vertebrali del 41 % ca., le fratture non vertebrali del 16 % ca. e le fratture all'anca del 36 % ca.

## Effetti indesiderati
Fra gli effetti indesiderati nausea e diarrea sono comuni all'inizio del trattamento ma solitamente si risolvono in poco tempo, cefalea, dermatiti e eczemi, tromboembolia venosa. Il farmaco è comunque ben tollerato testato su pazienti anziani (il farmaco è stato testato in pazienti di età dai 65 agli 85 anni). Dopo dieci anni dalla commercializzazione, l'EMA ne ha ristretto il campo di prescrizione unicamente ai pazienti ad alto rischio di fratture, per i quali il trattamento con altri medicinali approvati per la terapia dell'osteoporosi non sia possibile a causa, ad esempio, di controindicazioni o intolleranza.